# Kitty de Josselin de Jong
Kitty Henriette Rodolpha de Josselin de Jong (Den Haag, 9 juli 1903 – Warnsveld, 25 november 1991) was een Nederlandse schrijfster.

## Leven en werken
Kitty de Josselin de Jong, lid van de familie De Jong, groeide op in een bijzonder harmonische en welgestelde omgeving . Zij kreeg zangles van Theodora Versteeg en vioolles van Francis Koene en overwoog een muzikale carrière, maar koos toch de letterkunde. Literatuur was van jongs af haar grote liefde en omdat zij financieel onafhankelijk was, kon zij het zich permitteren haar leven daaraan te wijden. Zij adoreerde de dichters P.C. Boutens en Adriaan Roland Holst en de prozaschrijvers Louis Couperus, Ina Boudier-Bakker en Top Naeff. Zij bleef ongehuwd.
In haar proza zette zij de lijn voort van psychologisch-realistische auteurs als Herman Robbers, Ina Boudier-Bakker en Top Naeff. In feite borduurde zij dus voort op het patroon van de generatie voor haar, die door veel jongeren van haar tijd als achterhaald werd beschouwd. Mogelijk ligt daar de verklaring voor het feit dat zij als romancière nooit echt heeft kunnen doordringen. Haar poëzie was evenmin avant-gardistisch. Ook daarin volgde zij de lijn van de traditie. Later inspireerde de – vaak tragische – actualiteit haar soms tot wat geëngageerder poëzie, waaronder verzetsgedichten. Er volgden ook vertalingen van werk van Ludwig Bäte, H.E. Bates, Albert Schweitzer en Hermann Hesse (alle in de Preciosa-reeks, een serie fraai uitgevoerde boekjes die zij samen met Ben van Eysselsteijn redigeerde); van Manfred Kyber, Nicholas Monsarrat en Paul Horgan. In 1954 schreef zij ter herdenking van de bevrijding 5 Mei: Zij (muziek: Bertus van Lier) en in opdracht van de gemeente Rotterdam de tekst van de cantate Europa's poort (muziek Jos Vrancken), die in 1955 voor het stadhuis werd uitgevoerd. Verder is van haar de tekst voor de cantate Wat wilt Gij? (muziek Nancy van der Elst), die ter gelegenheid van het feit dat de componiste vijfentwintig jaar dirigent was van het Toonkunst Dameskoor te Amersfoort, in 1976 aldaar in de Johanneskerk werd vertolkt.
Kitty de Josselin de Jong publiceerde in menig literair tijdschrift en speelde een belangrijke rol in de internationale schrijversorganisatie de PEN-club. Al in 1931 hielp zij mee bij de organisatie van het PEN-congres in Den Haag, waarop onder anderen Jakob Wassermann, John Galsworthy en Georges Duhamel aanwezig waren. Van 1945 tot 1949 was zij secretaresse van de PEN-club Nederland. Meer dan eens was zij afgevaardigde op congressen in het buitenland: 1934 Edinburgh, 1935 Barcelona, 1937 Parijs, 1946 Stockholm, 1947 Zürich, 1952 Nice, 1953 Dublin, 1955 Wenen en 1956 Londen. In 1936 werd zij lid van het Provinciaal Utrechts Genootschap van Kunsten en Wetenschappen, dat haar in 1986 tot 'gouden lid' benoemde.
Van 1963 tot 1978 maakte zij deel uit van de jury voor de vijfjaarlijkse Tollens-prijs (in die jaren uitgereikt aan Ina Boudier-Bakker, F.C. Terborgh, Anton Koolhaas en Michel van der Plas).
Tot haar innige vriendschappen behoorden ook die met Henriette de Beaufort (wier levensbericht zij schreef in het Jaarboek 1982-1983 van de Maatschappij der Nederlandse Letterkunde in Leiden), Ina Boudier-Bakker, Annie Salomons (van wie zij ook een levensbericht samenstelde, afgedrukt in het Jaarboek 1980-1981) en Top Naeff.

## Trivia
- In de Vlaamse stripreeks Nero door Marc Sleen draagt een dichter in strook 107-109 van het album "Het Gouden Hart" (1987) De Josselin de Jongs gedicht "Geef dat wij weer eenvoudig zijn..." voor, tot ontroering van Nero.

### Primair werk
- 1926 - De éne richting: een roman voor jonge mensen
- 1930 - Dissonanten. Novellen
- 1932 - Het antwoord. Roman
- 1934 - Kinderen... en mensen. Novellen
- 1936 - Wending. Roman
- 1939 - De appel en de stam. Roman
- 1941 - Waar en niet waar. Novellen
- 1945 - Nacht en ontij. Gedichten
- 1946 - Pelgrims. Gedichten
- 1951 - De vader en de zoon. Novelle
- 1952 - Ondine en andere gedichten
- 1953 - Kamperfoelie. Gedichten
- 1960 - Stilte voor het hart. Gedichten
- 1973 - September is een lied in blauw. Gedichten
- 1986 - Hart van zingen moe en moe van hopen. Gedichten. (samenstelling: Jan van Herpen en Gé Vaartjes)
- 2000 - Rozen in december, herinneringen van Kitty de Josselin de Jong aan Willem Kloos, P.C. Boutens, Albert Schweitzer, Ina Boudier-Bakker, Top Naeff, Annie Salomons, Henriette L.T. de Beaufort en andere schrijvers, verzameld door Jan J. van Herpen. Hilversum, Flanor. ISBN 90-73202-43-4

### Bijdragen
- 1940 - Het licht daalt neer. Kerstvertellingen
- 1948 - Het witte schip: Nederlandse vrouwenpoëzie 1944-1948
- 1951 - Droom en daad: novellen
- 1974 - Hermann Hesse: dichter-ziener-magiër. Samen met L.J. van Holk

### Vertalingen
- 1948 - Franz Hellens, Sluimerende lichten (Les clartés latentes). Herdruk 1955
- 1953 - Manfred Kyber, Als dieren spreken...
- 1955 - Ludwig Bäte, Intermezzo in Meisenheim
- 1955 - H.E. Bates, De minnaar
- 1955 - Albert Schweitzer, Ojembo
- 1955 - Hermann Hesse, Poverello
- 1958 - Nicholas Monsarrat, Een dag en een nacht (Leave cancelled)
- 1959 - Josef Reding, Noem mij geen nikker (Nennt mich nicht Nigger)
- 1965 - Geneviève Gennari, Portret van een vrouw (Journal d’une bourgeoise)
- 1968 - Paul Horgan, Zoals de dingen zijn (Things as they are)